# Punto percentuale
Un punto percentuale (pp) è l'unità per la differenza aritmetica di due percentuali. Ad esempio, passare dal 40% al 44% è un aumento di 4 punti percentuali, ma è un aumento effettivo del 10% in quello che viene misurato. Nella letteratura, l'unità del punto percentuale viene solitamente scritta o abbreviata in pp o p.p. per evitare ambiguità. Dopo la prima occorrenza, alcuni scrittori abbreviano usando solo "punto" o "punti".
Si consideri il seguente esempio ipotetico: nel 1980, il 50% della popolazione fumava e nel 1990 fumava solo il 40%. Si può quindi affermare che dal 1980 al 1990 la prevalenza del fumo è diminuita di 10 punti percentuali, sebbene il fumo non diminuisca del 10% (è diminuito del 20%) - le percentuali indicano i rapporti, non le differenze.
Le differenze percentuali sono un modo per esprimere un rischio o una probabilità. Si consideri un farmaco che cura una determinata malattia nel 70 percento di tutti i casi, mentre senza il farmaco, la malattia guarisce spontaneamente solo nel 50 percento dei casi. Il farmaco riduce il rischio assoluto di 20 punti percentuali. Le alternative possono essere più significative per i consumatori di statistiche, come il reciproco, noto anche come numero necessario per trattare (NNT). In questo caso, la trasformazione reciproca della differenza in punti percentuali sarebbe 1 / (20%) = 1 / 0,20 = 5. Quindi se 5 pazienti sono trattati con il farmaco, ci si potrebbe aspettare di guarire un altro caso della malattia si sarebbe verificato in assenza del farmaco.
Per le misure con percentuale come unità, come crescita, resa o frazione di eiezione, la deviazione standard avrà punti percentuali come unità. Erroneamente usando la percentuale come unità per la deviazione standard è confusa, poiché la percentuale viene anche utilizzata come unità per la deviazione standard relativa, cioè la deviazione standard divisa per il valore medio (coefficiente di variazione).